# بيرت جان يندمان
بيرت جان يندمان (بالهولندية: Bert-Jan Lindeman)‏ ولد بتاريخ 16 يونيو 1989 في هولندا، هو دراج هولندي في صنف سباق الدراجات على الطريق.

## سجل النتائج

### سباقات أو مراحل فاز بها
- طواف إسبانيا
- بطولة العالم لسباق الدراجات على الطريق

## وصلات خارجية
- الموقع الرسمي

## روابط خارجية
- بيرت جان يندمان على موقع الاتحاد الدولي للدراجات (الإنجليزية)
- بيرت جان يندمان على موقع أرشيف الدراجات (الإنجليزية)
- بيرت جان يندمان على موقع إحصائيات الدراجات الإحترافية (الإنجليزية)
- بيرت جان يندمان على موقع نسبة الدراجات (الإنجليزية)
- بيرت جان يندمان على موقع CycleBase (الإنجليزية)
- بيرت جان يندمان على موقع MTB Data (الإنجليزية)